# Parcuri naționale din Italia
In Italia în anul 2008 există 24 de parcuri naționale, care ocupă în total o suprafață de 1,5 milioane de hectare, care reprezintă 5 % din suprafața Italiei.
- Parcul Național d'Abruzzo, Lazio e Molise

Parcuri naţionale din Italia

- Parcul Național Toskanisch-Emilianischer Apennin
- Parcul Național Alta-Murgia
- Parcul Național La-Maddalena-Archipel
- Parcul Național Toskanischer-Archipel
- Parcul Național Asinara
- Parcul Național Aspromonte
- Parcul Național Aveto
- Parcul Național Sila (din 1968–2002: Calabria)
- Parcul Național Circeo
- Parcul Național Cilento- și Vallo-di-Diano
- Parcul Național Dolomiti-Bellunesi
- Parcul Național Cinque-Terre[1][2][3]
- Foreste Casentinesi, Monte Falterona e Campigna
- Parcul Național Gargano
- Parcul Național Gennargentu
- Parcul Național Gran-Paradiso
- Gran Sasso și Monti della Laga
- Parcul Național Majella
- Parcul Național Monti-Sibillini
- Parcul Național Pollino
- Stelvio
- Parcul Național Val-Grande
- Parcul Național Vesuvio
- Parcul Național Val-d'Agri